# Hallucinogen
Hallucinogen (szül: Simon Posford, Chobham, 1971. október 28. –) angol zenész,  a népszerű Shpongle zenekar egyik tagja. Szólókarrierje is jelentős, négy albumot jelentetett. Közreműködött továbbá Ott zenei producerrel/DJ-vel is, harmadik nagylemezén a Hallucinogen számokat Ott remixelte. 
Lemezei saját lemezkiadó cége, a Twisted Records kiadó gondozásában kerülnek piacra. A psytrance műfaj úttörőjének, alapító "atyjának" számít. Magyarországon is koncertezett már, utoljára 2016-ban. 

## Diszkográfia

### Stúdióalbumok
- Twisted (1995)
- The Lone Deranger (1997)
- In Dub (2002, Ott remixelte a számokat)
- In Dub - Live (2009, koncertalbum)

### EP-k
- Alpha Centauri / LSD (1994)
- LSD (Live Mix) (1995)
- Angelic Particles / Soothsayer (1995)
- Fluoro Neuro Sponge / Astral Pancakes (1995)
- LSD (1996)
- Deranger (1996)
- Space Pussy (1996)
- LSD (Remixes) (2003)
- Pipeworm (2013)